# Karl Josef Grysar
Karl Josef Grysar (* 2. Januar 1801 in Lendersdorf bei Düren; † 3. April 1856 in Wien) war ein deutscher Klassischer Philologe.
Karl Josef Grysar besuchte das Jesuitengymnasium in Düren und studierte anschließend Klassische Philologie und Philosophie an der Universität Bonn. Zu seinen akademischen Lehrern gehörten Friedrich Gottlieb Welcker, August Wilhelm Schlegel und Christian August Brandis. Nach dem frühen Tod seiner Eltern nahm Grysar eine Hauslehrerstelle an, um sein Studium zu finanzieren. 1824 ging er an das Gymnasium zu Köln, wo er neben dem Lehrerberuf Zeit für wissenschaftliche Publikationen fand. 1850 wurde er als Professor für Klassische Philologie an die Universität Wien berufen und zum Mitdirektor des neugegründeten Philologisch-Historischen Seminars ernannt. Bereits wenige Jahre später starb er überraschend.